# Airport Shuttle (Eindhoven)
De Airport Shuttle is een stadslijn die Eindhoven Centraal rechtstreeks verbindt met Eindhoven Airport. De stadslijn is een initiatief van het toenmalige SRE, gemeente Eindhoven, Eindhoven Airport, Hermes en NS om de reizigersgroei van en naar Eindhoven Airport beter op te kunnen vangen en betere aansluiting te kunnen bieden op de treinen van en naar Eindhoven. De stadslijn rijdt onder lijnnummer 400, is een aanvulling op lijn 401 en rijdt geheel onder eigen naam en tot 11 december 2016 een eigen huisstijl. De lijn werd in de meivakantie van 2013 als proef in dienst gesteld met een formele start per 22 juni 2013.
Lijn 400 vertrekt vier keer per uur (van maandag tot en met vrijdag overdag zes keer per uur) en rijdt sinds 15 december 2019 met maar twee tussenstops van en naar Eindhoven Airport. Tussen 9 december 2018 en 14 december 2019 had lijn 400 maar één tussenstop bij WoensXL, daarvoor reed lijn 400 via Meerhoven en waren er geen tussenstops.
Speciaal voor de lijndienst kregen drie gelede bussen van het type Mercedes-Benz Citaro (series 9176 - 9178) een speciale huisstijl zodat deze makkelijk te herkennen zijn. Daarnaast waren de bussen voorzien van extra bagageruimte voor de koffers. Sinds 11 december 2016 zijn de gelede Citaro bussen vervangen door 43 elektrische bussen van het type VDL Citea, die ook op de andere HOV-stadslijnen rijden. Sinds juli 2018 is de Airport Shuttle opgenomen in het Bravodirect netwerk.